# Перманент
Перманент у математиці — числова функція, визначена на множині всіх матриць; для квадратних матриць схожа на детермінант, і відрізняється від нього лише в тому, що в розкладі на перестановки (або на мінори) беруться не почергові знаки, а всі плюси. На відміну від детермінанта, визначення перманента розширено і на неквадратні матриці.
В літературі для позначення перманента зазвичай використовують одне з таких позначень: {\displaystyle \mathrm {Per} (A)}, {\displaystyle \mathrm {per} A} або {\displaystyle \mathrm {perm} A}.

## Визначення

### Перманент квадратної матриці
Нехай {\displaystyle A} — квадратна матриця розміру {\displaystyle n\times n}, елементи {\displaystyle a_{i,j}} якої належать деякому полю {\displaystyle K}. Перманентом матриці {\displaystyle A} називають число:
{\displaystyle \mathrm {Per} (A)=\sum _{\pi \in S_{n}}\prod _{i=1}^{n}a_{i,\pi _{i}}=\sum _{\pi \in S_{n}}a_{1,\pi _{1}}a_{2,\pi _{2}}\cdots a_{n,\pi _{n}}},
де сума береться за всіма перестановками {\displaystyle \pi } чисел від 1 до {\displaystyle n}.
Наприклад, для матриці розміру {\displaystyle 2\times 2}:
{\displaystyle \mathrm {Per} {\begin{pmatrix}a&b\\c&d\end{pmatrix}}=ad+bc}.
Це визначення відрізняється від аналогічного визначення детермінанта лише тим, що в детермінанті деякі члени суми від'ємні, залежно від знаку перестановки {\displaystyle \pi }.

### Перманент прямокутної матриці
Поняття перманента іноді розширюють на випадок довільної прямокутної матриці {\displaystyle A} розміру {\displaystyle m\times n} таким способом. Якщо {\displaystyle m<n}, то:
{\displaystyle \mathrm {Per} (A)=\sum _{\pi }\prod _{i=1}^{m}a_{i,\pi _{i}}},
де сума береться за всіма {\displaystyle m}-елементними розміщеннями з множини чисел від 1 до {\displaystyle n}.
Якщо ж {\displaystyle m>n}, то:
{\displaystyle \mathrm {Per} (A)=\mathrm {Per} (A^{T})}.
Або, що еквівалентно, перманент прямокутної матриці можна визначити як суму перманентів усіх її квадратних підматриць порядку {\displaystyle \min\{\,n,m\,\}}.

## Властивості
Перманент будь-якої діагональної або трикутної матриці дорівнює добутку елементів на її діагоналі. Зокрема, перманент нульової матриці дорівнює нулю, а перманент одиничної матриці — одиниці.
Перманент не змінюється при транспонуванні: {\displaystyle \mathrm {Per} (A^{T})=\mathrm {Per} (A)}. На відміну від детермінанта, перманент матриці не змінюється від перестановки рядків або стовпців матриці.
Перманент є лінійною функцією від рядків (або стовпців) матриці, тобто:
- якщо помножити будь-який один рядок (стовпець) на деяке число {\displaystyle c}, то й значення перманента збільшиться в {\displaystyle c} разів;
- перманент суми двох матриць, що відрізняються лише одним рядком (стовпцем), дорівнює сумі їхніх перманентів.

Аналог розкладу Лапласа за першим рядком матриці для перманента:
{\displaystyle \mathrm {Per} (A)=\sum _{j=1}^{n}a_{1,j}B_{1,j}},
де {\displaystyle B_{i,j}} — перманент матриці, отримуваної з {\displaystyle A} видаленням {\displaystyle i}-го рядка та {\displaystyle j}-го стовпця. Так, наприклад, для матриці розміру {\displaystyle 3\times 3}, має місце:
{\displaystyle \mathrm {Per} {\begin{pmatrix}a_{11}&a_{12}&a_{13}\\a_{21}&a_{22}&a_{23}\\a_{31}&a_{32}&a_{33}\end{pmatrix}}=a_{11}\mathrm {Per} {\begin{pmatrix}a_{22}&a_{23}\\a_{32}&a_{33}\end{pmatrix}}+a_{12}\mathrm {Per} {\begin{pmatrix}a_{21}&a_{23}\\a_{31}&a_{33}\end{pmatrix}}+a_{13}\mathrm {Per} {\begin{pmatrix}a_{21}&a_{22}\\a_{31}&a_{32}\end{pmatrix}}}.
Перманент матриці порядку {\displaystyle n} — однорідна функція порядку {\displaystyle n}:
{\displaystyle \mathrm {Per} (c\cdot A)=c^{n}\cdot \mathrm {Per} (A)}, де {\displaystyle c\in K} — скаляр.
Якщо {\displaystyle P} — матриця перестановки, то:
{\displaystyle \mathrm {Per} (P)=1};
{\displaystyle \mathrm {Per} (AP)=\mathrm {Per} (PA)=\mathrm {Per} (A)} для будь-якої матриці {\displaystyle A} того ж порядку.
Якщо матриця {\displaystyle A} складається з невід'ємних дійсних чисел, то {\displaystyle \mathrm {Per} (A)\geqslant \det A}.
Якщо {\displaystyle A} і {\displaystyle B} — дві верхні (або нижні) трикутні матриці, то:
{\displaystyle \mathrm {Per} (AB)=\mathrm {Per} (BA)=\mathrm {Per} (A)\cdot \mathrm {Per} (B)},
(в загальному випадку рівність не виконується для довільних {\displaystyle A} і {\displaystyle B}, на відміну від аналогічної властивості визначників).
Перманент двічі стохастичної матриці порядку {\displaystyle n} не менший, ніж {\displaystyle n!/n^{n}} (гіпотеза ван дер Вардена, доведена 1980 року).

## Обчислення перманента
На відміну від детермінанта, який можна легко обчислити, наприклад, методом Гауса, обчислення перманента є дуже трудомісткою обчислювальною задачею, що належить до класу складності #P-повних задач. Вона залишається #P-повною навіть для матриць, що складаються лише з нулів і одиниць.
Нині[уточнити] невідомий алгоритм розв'язання таких задач за поліноміальний від розміру матриці час. Існування подібного поліноміального алгоритму було б навіть сильнішим твердженням, ніж знамените P=NP.
У грудні 2012 чотири незалежні групи дослідників запропонували прототип квантового фотонного пристрою, який обчислює перманент матриці.

### Формула Райзера
Обчислення перманента за визначенням має складність {\displaystyle O(n!)} (або навіть {\displaystyle O(n\cdot n!)} за «грубої» реалізації). Оцінку можна значно поліпшити, скориставшись формулою Райзера:
{\displaystyle \mathrm {Per} (A)=(-1)^{n}\sum _{S\subseteq \{1,\dots ,n\}}(-1)^{|S|}\prod _{i=1}^{n}\sum _{j\in S}a_{ij}},
за якою перманент можна обчислити за час {\displaystyle O(2^{n}n^{2})} або навіть {\displaystyle O(2^{n}n)}, якщо перелічувати підмножини за кодом Грея.

## Застосування
Перманент практично не використовується в лінійній алгебрі, але знаходить застосування в дискретній математиці та комбінаториці.
Перманент матриці {\displaystyle A}, що складається з нулів і одиниць, можна інтерпретувати як число повних парувань у двочастковому графі з матрицею суміжності {\displaystyle A} (тобто ребро між {\displaystyle i}-ю вершиною однієї частки і {\displaystyle j}-ю вершиною іншої частки існує, якщо {\displaystyle a_{ij}=1}).
Перманент довільної матриці можна розглядати як суму ваг усіх повних парувань у повному двочастковому графі, де під вагою парування розуміється добуток ваг його ребер, а ваги ребер записано в елементах матриці суміжності {\displaystyle A}.